# 若草プロジェクト
一般社団法人若草プロジェクト（わかくさプロジェクト）は、東京都千代田区に事務所を置く一般社団法人。
2016年設立。

## 概要
困難を抱える若い女性を支援することを目的として設立。
同じく東京都若年被害女性等支援事業の受託事業者であるBONDプロジェクト、ぱっぷす、Colaboとも連携して活動している。
若草プロジェクト理事の村木太郎は、BONDプロジェクト代表の橘ジュン、Colabo代表の仁藤夢乃らとともに、厚生労働省の「困難な問題を抱える女性への支援のあり方に関する検討会」の構成員を務めた。
若草プロジェクトが開設した「まちなか保健室」は、「ふらっと立ち寄れて困った時には相談できる。何もしなくても、ゆっくりするだけでも大丈夫」をうたっている。

## 略歴
2016年
- 3月 一般社団法人 若草プロジェクト設立
- 4月 キックオフ研修会を開催

2018年
- 若草ハウスを運用開始

2020年
- まちなか保健室を開設[8]

2021年
- 東京都若年被害女性等支援事業を受託開始[9]。2021年度は支援金として2600万円の補助を受けた[10][注 1]

## 活動内容
つなぐ
生きづらさを抱えた少女・若い女性たちと支援者、支援者と支援者、支援の現場と企業・社会をつなぐ。
- LINE相談：水曜20時～22時および土曜18時～21時にLINE相談を受け付けている。
- 若草ハウスの運営
- まちなか保健室（要予約）
- 企業との連携
- プラットフォーム事業

学ぶ
生きづらさを抱えた少女や若い女性たちの現状を理解し、複雑かつ複合的でデリケートな問題についての支援の方法を学ぶため、連続研修会を実施する。支援者のためのマニュアルを発行する。
ひろめる
シンポジウムや広報活動により、少女や若い女性たちの問題を、社会に広く訴える。

## 理事
- 代表理事：今福章二
- 理事：村木太郎、遠藤智子、瀬尾まなほ、牧田史、佐藤加奈、佐藤静江、福田万祐子、塩生朋子